# Termalna voda Avène
Termalna voda Avène nastaje spajanjem podzemnih struja u gorju Cévennes i izvire iz dubine zemlje nakon 40-ak godina, bistra, čista i stalne temperature.

## Povijest
Priča o Avène termalnoj vodi počela je 1736., kad je u blizini naselja Avène na jugu Francuske otkriven izvor termalne vode i njezino blagotvorno djelovanje na kožu. Legenda kaže da je konj, koji je bolovao od kožnog ekcema, ozdravio nakon kupanja u izvoru termalne vode. Nekoliko godina poslije markiz Rokozels, koji je u to doba bio vlasnik zemljišta, u blizini izvora termalne vode sagradio je prvo hidroterapijsko lječilište, koje je od prvih dana posvećeno isključivo dermatologiji. Stoga ga je već 1874. službeno priznala i francuska vlada. Od 1975. izvor termalne vode postao je vlasništvom farmaceutske grupe Pierre Fabre.
Sljedećih nekoliko godina provodila su se brojna istraživanja svojstava termalne vode Avène, kako bi se dokazalo njezino djelovanje na kožu. Hidroterapijsko lječilište obnovljeno je 1990. godine, a 15 godina poslije, zbog povećanja kapaciteta, zgrada je nadograđena i ponovno obnovljena. Danas se hidroterapijsko lječilište Avène bavi isključivo dermatološkim problemima. Najviše atopijskim dermatitisom i psorijazom. Prima oko 2000 pacijenata godišnje, a terapija traje tri tjedna. Za svakog pacijenta izrađuje se osobni program koji se provodi uz medicinski nadzor. Kako lječilište njeguje znanstveni pristup, svi pacijenti ujedno su dio kliničkih istraživanja.

## Svojstva
Termalna voda Avène nastaje spajanjem podzemnih struja u gorju Cévennes i izvire iz dubine zemlje nakon 40-ak godina, bistra i čista, temperature 25,6° C, u blizini mjesta Avène. Izvire obogaćena elementima u tragovima i silikatima, koji povoljno djeluju na kožu. Nizak sadržaj minerala i ravnoteža kalcija i magnezija daju Avène termalnoj vodi umirujuća, protuupalna i antiiritacijska svojstva. Njezin je sastav jedinstven i stalan - ima nisku mineralizaciju (266 mg/L) i pH 7,5. Zbog dokazana protuupalnog, umirujućeg i antiiritacijskog djelovanja, Avène termalna voda upotrebljava se kod svih oblika pojačane osjetljivosti i iritacija kože, te kao dodatak dermatološkim tretmanima.

## Dermokozmetički proizvodi Avène
Proizvodnja proizvoda Avène, čiji je glavni sastojak termalna voda, započela je 1990. godine jer je uspješna primjena Avène termalne vode u lječilištu potaknula ideju o njezinoj primjeni u spreju. Na taj način je svakoj osobi s osjetljivom kožom omogućena njezina primjena kod kuće kao i u lječilištu.  Na početku se linija sastojala od samo nekoliko proizvoda za higijenu i njegu kože, a danas broji više od sto proizvoda namijenjenih njezi različitih stupnjeva osjetljivosti kože kao što su reaktivna, netolerantna te alergijama sklona koža. Mnogi aktivni sastojci patent su laboratorija Pierre Fabre. 
Svi Avène proizvodi nastaju isključivo u tvornici koja se nalazi pokraj izvora u mjestu Avène. Sustav proizvodnje Avène termalne vode u spreju je jedinstven u svijetu: kako bi se sačuvao izvorni sastav Avène termalne vode, koja izvire bistra i bakteriološki čista, s izvorom je direktno spojen sustav cijevi putem kojih se voda dostavlja u punionicu, gdje se u sterilnim uvjetima puni u sprejeve. Na taj način termalna voda ne mora se transportirati, čime se osigurava zadržavanje njezinih svojstava. Danas se Avène proizvodi mogu kupiti u ljekarnama u više od sto zemalja diljem svijeta.